# Liste des aéroports les plus fréquentés en Amérique du Sud
Cet article donne les classements des 20 aéroports en Amérique du Sud ayant le plus important nombre annuel de passagers. Les chiffres cumulent les passagers au départ, à l'arrivée et en transit. 
Les sources des chiffres sont données individuellement pour chaque aéroport et proviennent normalement des statistiques de l'autorité nationale de l'aviation, sinon de celles de l'opérateur de l'aéroport. 

## En graphique
Pour des raisons techniques, il est temporairement impossible d'afficher le graphique qui aurait dû être présenté ici.

Voir la requête brute et les sources sur Wikidata.

## Statistiques 2013
Les chiffres de ce tableau correspondent à la période du 1er janvier 2013 au 31 décembre 2013 uniquement.
|    | Pays      | Aéroport                                               | Ville          | 2013       |
| -- | --------- | ------------------------------------------------------ | -------------- | ---------- |
| 1  | Brésil    | Aéroport international de São Paulo-Guarulhos          | São Paulo      | 35,962,000 |
| 2  | Colombie  | Aéroport international El Dorado                       | Bogotá         | 25,009,483 |
| 3  | Brésil    | Aéroport international de Congonhas                    | São Paulo      | 17,119,530 |
| 4  | Brésil    | Aéroport international de Rio de Janeiro-Galeão        | Rio de Janeiro | 17,115,369 |
| 5  | Brésil    | Aéroport international Presidente Juscelino Kubitschek | Brasília       | 16,489,996 |
| 6  | Chili     | Aéroport international Arturo-Merino-Benítez           | Santiago       | 15,295,246 |
| 7  | Pérou     | Aéroport international Jorge-Chávez                    | Lima           | 15,271,842 |
| 8  | Venezuela | Aéroport international Maiquetía - Simón Bolívar       | Caracas        | 11,956,178 |
| 9  | Brésil    | Aéroport international de Belo Horizonte-Confins       | Belo Horizonte | 10,301,288 |
| 10 | Argentine | Aéroport Jorge-Newbery                                 | Buenos Aires   | 9,552,504  |
| 11 | Brésil    | Aéroport international de Viracopos                    | Campinas       | 9,295,349  |
| 12 | Brésil    | Aéroport Santos-Dumont                                 | Rio de Janeiro | 9,204,603  |
| 13 | Brésil    | Aéroport international de Salvador de Bahia            | Salvador       | 8,589,663  |
| 14 | Argentine | Aéroport international d'Ezeiza                        | Buenos Aires   | 8,533,372  |
| 15 | Brésil    | Aéroport international Salgado Filho                   | Porto Alegre   | 7,993,164  |
| 16 | Brésil    | Aéroport international de Recife                       | Recife         | 6,840,276  |
| 17 | Brésil    | Aéroport international de Curitiba                     | Curitiba       | 6,742,133  |
| 18 | Brésil    | Aéroport international de Fortaleza                    | Fortaleza      | 5,952,629  |
| 19 | Équateur  | Aéroport international Mariscal Sucre                  | Quito          | 5,800,000  |
| 20 | Colombie  | Aéroport international José-María-Córdova              | Medellín       | 5,077,540  |